# Giby (gemeente)

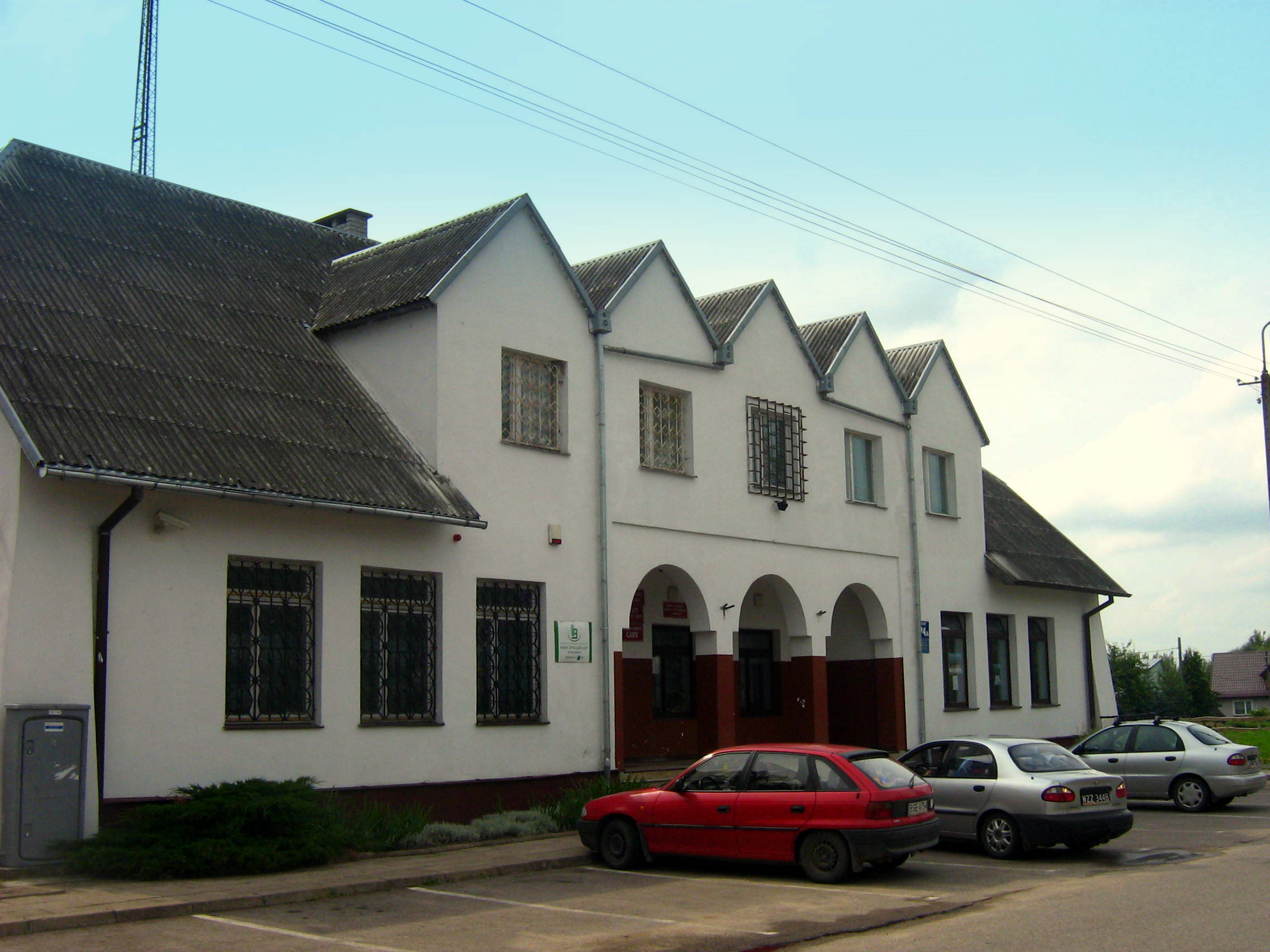
Gemeentehuis

De gemeente Giby, (Litouws: Gibų valsčius) is een landgemeente in het Poolse woiwodschap Podlachië, in powiat Sejneński.
De zetel van de gemeente is in Giby.
Op 30 juni 2004 telde de gemeente 2991 inwoners.

## Oppervlaktegegevens
In 2002 bedroeg de totale oppervlakte van gemeente Giby 323,57 km², waarvan:
- agrarisch gebied: 18%
- bossen: 76%

De gemeente beslaat 37,8% van de totale oppervlakte van de powiat.

## Demografie
Stand op 30 juni 2004:
| Omschrijving                   | Totaal | Totaal | Vrouwen | Vrouwen | Mannen | Mannen |
| ------------------------------ | ------ | ------ | ------- | ------- | ------ | ------ |
| eenheid                        | aantal | %      | aantal  | %       | aantal | %      |
| inwoners                       | 2991   | 100    | 1503    | 50,3    | 1488   | 49,7   |
| bevolkingsdichtheid (inw./km²) | 9,2    | 9,2    | 4,6     | 4,6     | 4,6    | 4,6    |

In 2002 bedroeg het gemiddelde inkomen per inwoner 1321,31 zł.

## Administratieve plaatsen (sołectwo)
Aleksiejówka, Białogóry, Białorzeczka, Białowierśnie, Budwieć, Daniłowce, Dworczysko, Frącki, Gibasówka, Giby (sołectwa: Giby I en Giby II), Głęboki Bród, Gulbin, Iwanówka, Karolin, Konstantynówka, Krasne, Kukle, Okółek, Pogorzelec, Pomorze, Posejnele, Sarnetki, Stanowisko, Studziany Las, Tartaczysko, Wielki Bór, Wierśnie, Wysoki Most, Zelwa.

## Overige plaatsen
Baraki, Chylinki, Czarna Hańcza, Dziemianówka, Głęboka Biel, Lipowo, Maćkowa Ruda, Muły, Rygol, Szlamy, Wiłkokuk, Wronie Góry.

## Aangrenzende gemeenten
Krasnopol, Nowinka, Płaska, Sejny. De gemeente grenst tevens aan Wit-Rusland.